# Kernkraftwerk Xiapu
Das Kernkraftwerk Xiapu ist ein in Bau befindliches Kernkraftwerk im Kreis Xiapu, bezirksfreie Stadt Ningde, Provinz Fujian, Volksrepublik China, das nördlich der Taiwanstraße am Ostchinesischen Meer liegt. Mit Stand August 2023 sind zwei Reaktorblöcke mit einer geplanten installierten Leistung von insgesamt 1364 MW in Bau.

## Phase 1

### Geschichte
China begann mit ersten Forschungen an Reaktoren, die schnelle Neutronen verwenden (Fast neutron reactors), im Jahr 1964. Der China Experimental Fast Reactor (CEFR) wurde mit russischer Unterstützung entwickelt und erreichte die Kritikalität erstmals im Juli 2010.
Basierend auf dem CEFR wurde durch das China Institute of Atomic Energy (CIAE) der CFR600 entwickelt. Die Konzeptstudien dazu begannen im August 2012; ein erster Entwurf war 2014 fertig. Der Bau des ersten Reaktors basierend auf dem Konzept des CFR600 (CFR600 demonstration fast reactor) begann am 29. Dezember 2017 mit der Errichtung von Block 1 in Xiapu.
Der CFR600 ist ein mit Natrium gekühlter Brutreaktor. Seine elektrische Leistung wird mit 0,6 GWe und seine thermische Leistung mit 1,5 GWt angegeben. Er ist für eine Betriebsdauer von 40 (bzw. 60) Jahren ausgelegt. Als Zielwert für seine Brutrate wird ein Faktor von 1,1 (bzw. 1,2) angegeben.

### Block 1
Der Block 1 verfügt über einen Brutreaktor vom Typ CFR600 mit einer Netto- bzw. Bruttoleistung von 642 bzw. 682 MWe; seine thermische Leistung liegt bei 1882 MWt.
Mit dem Bau von Block 1 wurde am 29. Dezember 2017 begonnen. Er soll 2023 in Betrieb gehen.[veraltet]

### Block 2
Der Block 2 verfügt über einen Brutreaktor vom Typ CFR600 mit einer Netto- bzw. Bruttoleistung von 642 bzw. 682 MWe; seine thermische Leistung liegt bei 1882 MWt.
Mit dem Bau von Block 2 wurde am 27. Dezember 2020 begonnen.

## Phase 2
Die Phase 2 umfasst die Errichtung von zwei Reaktorblöcken mit jeweils einem DWR des Typs HPR1000. Am 27. April 2025 gab der Staatsrat der Volksrepublik China seine Zustimmung zum Bau der beiden Blöcke.

## Eigentümer
Das Kraftwerksprojekt wird durch die China Nuclear Industry 23 Construction Co Ltd durchgeführt. Laut IAEA ist der Block 1 des Kraftwerks im Besitz der CNNC Longyuan Technology Co. und wird von der China National Nuclear Corporation (CNNC) betrieben.
Laut www.nsenergybusiness.com ist die China National Nuclear Power Xiapu Corp (CNNC Xiapu) für den Bau des Reaktors zuständig. CNNC Xiapu ist ein Joint Venture, an dem die CNNC mit 55 %, die Fujian Energy Corp mit 20 %, die China Huaneng Group mit 10 %, die China Yangtze Power mit 10 % und die Ningde State Asset Management Corp mit 5 % beteiligt sind.

## Sonstiges
Es ist in den veröffentlichten Unterlagen nicht klar dargestellt, ob die beiden Reaktoren rein zivilen Zwecken dienen oder ob das erzeugte Plutonium auch für militärische Zwecke verwendet werden soll.
Die Brennstäbe für den CFR600 werden von TVEL, einer Tochter von Rosatom geliefert. Im Jahr 2019 wurde dazu ein Vertrag zwischen TVEL und CNLY, einer Tochter der CNNC geschlossen, der die Lieferung von Brennstäben für eine Dauer von sieben Jahren vorsieht.

## Daten der Reaktorblöcke
Das Kernkraftwerk Xiapu hat zwei Blöcke (Quelle: IAEA, Stand: August 2023):
| Block | Reaktortyp | Modell  | Status    | Netto- leistung in MWe (Design) | Brutto- leistung in MWe | Therm. Leistung in MWt | Baubeginn  | Erste Kritikalität | Erste Netzsyn- chronisation | Kommer- zieller Betrieb | Abschal- tung | Einspeisung in TWh |
| ----- | ---------- | ------- | --------- | ------------------------------- | ----------------------- | ---------------------- | ---------- | ------------------ | --------------------------- | ----------------------- | ------------- | ------------------ |
| 1     | FBR        | CFR600  | In Bau    | 642                             | 682                     | 1882                   | 29.12.2017 | –                  | –                           | –                       | –             | –                  |
| 2     | FBR        | CFR600  | In Bau    | 642                             | 682                     | 1882                   | 27.12.2020 | –                  | –                           | –                       | –             | –                  |
| 1     | PWR        | HPR1000 | genehmigt | 1100                            | 1200                    | 3150                   | –          | –                  | –                           | –                       | –             | –                  |
| 2     | PWR        | HPR1000 | genehmigt | 1100                            | 1200                    | 3150                   | –          | –                  | –                           | –                       | –             | –                  |